# Bernardo de Baden-Durlach
Bernardo IV, margrave de Baden-Durlach (1517 - 20 de enero de 1553) fue margrave de Baden-Pforzheim desde el 26 de septiembre de 1552 hasta su muerte.

## Vida
Bernardo era el segundo hijo del primer matrimonio del margrave Ernesto de Baden-Profzheim con Isabel de Brandemburgo-Ansbach-Kulmbach.
Como su hermano mayor Alberto, se ha atribuido a Bernardo una vida disoluta, y fue descrito como una criatura salvaje. En 1537, se opuso a la división propuesta del territorio de su padre entre los hijos, y en particular contra los derechos de su medio hermano Carlos II, arguyendo que el segundo matrimonio de su padre había sido morganático. Después de que su hermano Alberto muriera en 1542, su padre le perdonó su anterior oposición y le prometió que heredaría Baden Inferior.
En 1540 adquirió la ciudadanía de la ciudad de Basilea. También tenía una deuda con la ciudad.
Gobernó Baden Inferior, con las ciudades de Pforzheim y Durlach desde el 26 de septiembre de 1552 hasta su muerte, mientras que su medio hermano Carlos II gobernaba Baden Superior. Sin embargo, su gobierno duró solo unos pocos meses, pues murió inesperadamente el 20 de enero de 1553, siendo enterrado en la Colegiata de Pforzheim.